# Білл Беренс
Білл Беренс (англ. Bill Behrens; нар. 26 червня 1970) — колишній американський тенісист.
Найвищу одиночну позицію світового рейтингу — 226 місце досяг 27 травня 1996, парну — 72 місце — 10 червня 1996 року.
Здобув 1 парний титул.
Найвищим досягненням на турнірах Великого шолома було 3 коло в парному розряді.

## Фінали турнірів ATP за кар'єру

### Парний розряд: 2 (1–1)
| Результат | Ранг | Дата     | Турнір                 | Покриття | Партнер     | Суперники                       | Рахунок  |
| --------- | ---- | -------- | ---------------------- | -------- | ----------- | ------------------------------- | -------- |
| Перемога  | 1.   | Чер 1995 | Санкт-Пельтен, Австрія | Ґрунт    | Метт Лусена | Лібор Пімек Байрон Талбот       | 7–5, 6–4 |
| Поразка   | 1.   | Тра 1996 | Атланта, США           | Ґрунт    | Метт Лусена | Хрісто ван Ренсбург Девід Вітон | 6–7, 2–6 |

## Титули на челленджерах

### Парний розряд: (5)
| Ранг | Рік  | Турнір               | Покриття | Партнер        | Суперники                        | Рахунок       |
| ---- | ---- | -------------------- | -------- | -------------- | -------------------------------- | ------------- |
| 1.   | 1994 | Целле, Німеччина     | Килим    | Кірк Гейґарт   | Александр Мронц Арне Томс        | 6–4, 4–6, 6–3 |
| 2.   | 1995 | Ліппштадт, Німеччина | Килим    | Матіас Гунінґ  | Брет Гарнетт Т. Дж. Міддлтон     | 6–4, 3–6, 7–6 |
| 3.   | 1995 | Шербур, Франція      | Тверде   | Метт Лусена    | Маріус Барнард Стефан Крюґер     | 7–6, 6–1      |
| 4.   | 1995 | Познань, Польща      | Ґрунт    | Метт Лусена    | Джефф Беллолі Джек Вейт          | 7–5, 6–1      |
| 5.   | 1996 | Шербур, Франція      | Тверде   | Маріус Барнард | Жоао Кунья е Сілва Матіас Гунінґ | 6–2, 4–6, 6–3 |